# 尖峰西番莲
尖峰西番莲（学名：Passiflora jianfengensis）为西番莲科西番莲属下的一个种。

## 扩展阅读
- 維基物種上的相關：尖峰西番莲